# La Girona
La Girona fue una galeaza napolitana, modificada en un galeón, de la famosa Armada Invencible de 1588. El nombre proviene de la familia de los Girones, entonces nuevos Duques de Osuna y virreyes de Nápoles. Fue mandada por Hugo de Moncada y Gralla, caballero de la Orden de Malta, y se hundió cerca de Punta Lacada, Condado de Antrim, Irlanda.

## Historial

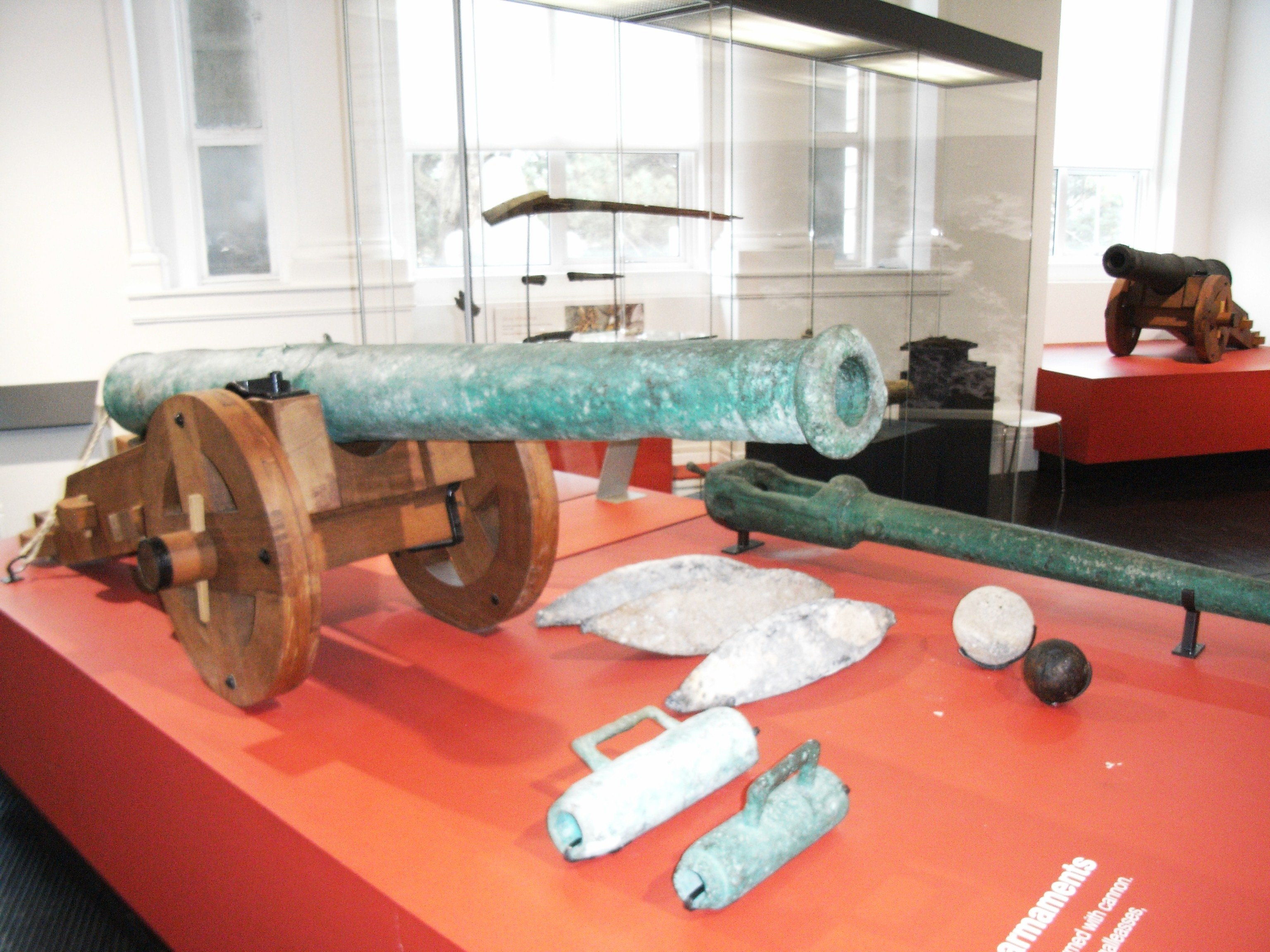
Cañón de la Girona

Después el encuentro con los ingleses en el Canal de la Mancha cerca de Gravelinas, La Girona circunnavegaba Escocia y pudo anclar en el puerto de Killybegs, Condado de Donegal. Otros dos barcos se hundieron tratando de entrar en este puerto. Con la ayuda de un jefe irlandés, MacSweeney Bannagh, la Girona fue reparada y salió en octubre de 1588 con 1300 personas a bordo, incluyendo a Alonso Martínez de Leyva, trece de la Orden de Santiago. 
Pasó por Lough Foyle, pero una tormenta hizo encallar la Girona cerca del castillo de Dunluce en el Condado de Antrim. Sobrevivieron 9 personas, las cuales fueron trasladadas a Escocia por Sorley Boy MacDonnell. En las playas se encontraron 260 cuerpos.

### Entierro

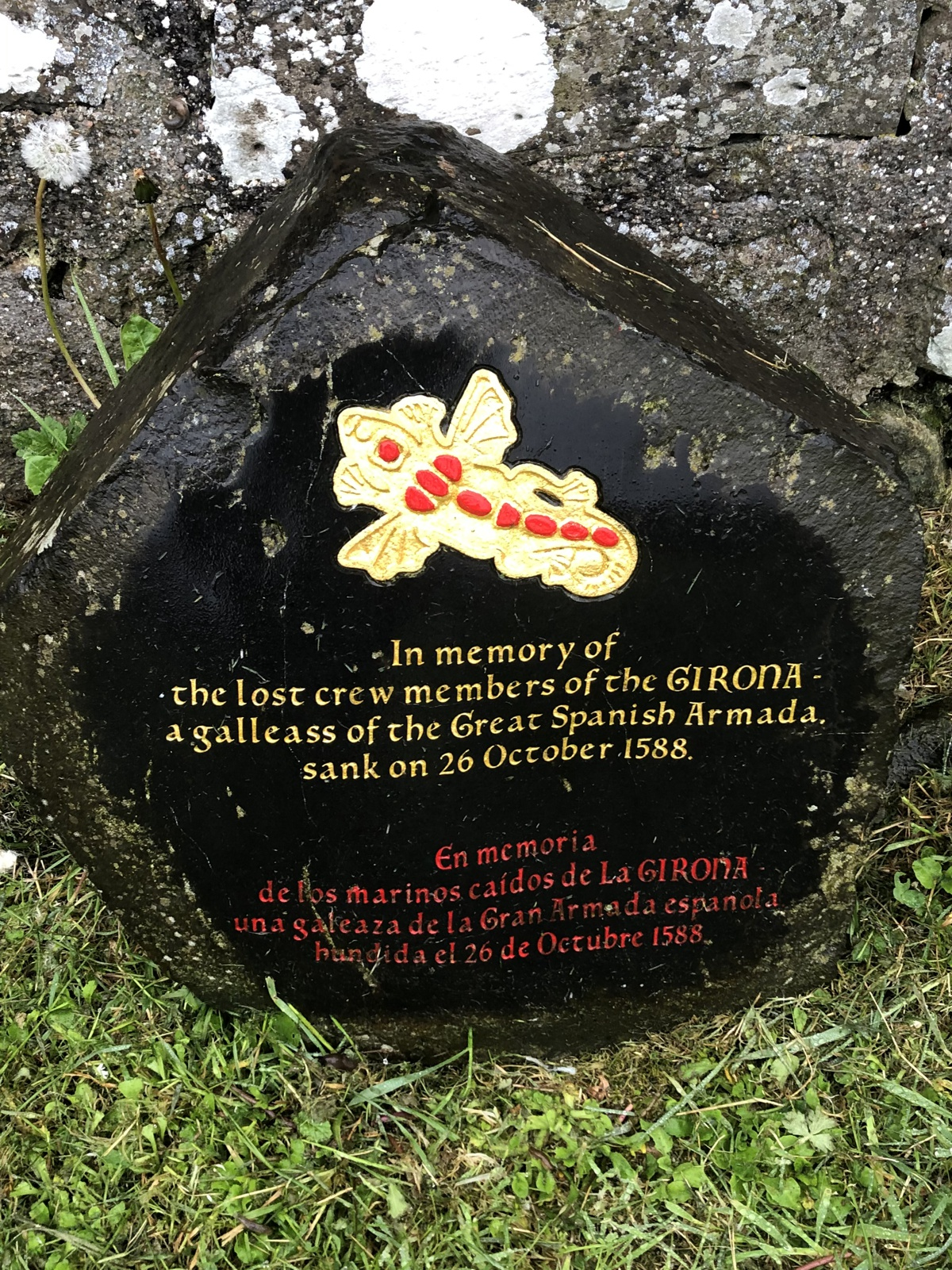
En memoria de los náufragos

En el cementerio de Cuthbert’s se halla la fosa común donde fueron enterrados y en el año 2021 se puso esta roca conmemorativa.

### Rescate
A los pocos meses del naufragio, George Carew se hizo cargo de las primeras recuperaciones de la Girona, quejándose del coste de la operación y «dando a los buzos mucho "usequebaugh" (whiskey)».
Sorley Boy MacDonnell recuperó tres cañones y dos cajas del tesoro.
En la costa de Portballintrae, un equipo de buzos belgas recuperó el tesoro más grande de toda la Armada. El oro y las joyas de la Girona están en el Ulster Museum en Belfast.